# John Pemberton
John Stith Pemberton (8. srpnja 1831. – 16. kolovoza 1888.) bio je Konfederacijski veteran i američki ljekarnik, a možda je najpoznatiji po izumu napitka kasnije nazvanog Coca-Cola, koji se za vrijeme njegovog životnog vijeka koristio samo u medicinske svrhe.

## Izum Coca-Cole
Pri kraju američkog građanskog rata u travnju 1865.g. Pemberton je ranjen u bitci kod Columbusa, Georgia, te je kao i većina ranjenih veterana toga doba postao ovisnik o morfiju. Nakon rata, svjestan svog problema i u želji da pronađe adekvatan lijek, postao je farmaceut i počeo eksperimentirati s listovima biljke koja potječe sa sjeverozapada Južne Amerike po imenu koka (coca).
Po uzoru na svog prethodnika francuskog kemičara Angela Marianija koji je nešto ranije sa sličnim sastojcima patentirao tzv. Vin Mariani, Pemberton je kombinirajući cocu s kokainom (coca vino) i još nekim aromatskim biljkama (kola orah) stvorio piće koje je nazvao "French Wine Coca".
U američkoj javnosti krajem 19.st. pojavila se ozbiljna zabrinutost o rastućoj ovisnosti, depresiji i alkoholizmu među veteranima obiju strana, što je 1885.g. u Atlanti rezultiralo donošenjem 'Zakona o trijeznosti'. Pemberton je tada proizveo formulu za bezalkoholnu inačicu svog "French Wine"-a. 
Iduće godine Pembertonov mladi tajnik i knjigovođa Frank Mason Robinson dao je formuli ime Coca-Cola, napisao Spencerovim rukopisom čuveni colin logotip (isti Spencerov rukopis iskorišten je kasnije za Ford), a osmislio je i prve reklamne kampanje za novi osvježavajući napitak u kojima ga se predstavlja kao 'vrijedno sredstvo za jačanje' koje ujedno liječi glavobolju, oslobađa od iscrpljenosti i smiruje živce, te kao lijek protiv ovisnosti o morfiju i opijumu.
Originalna Pembertonova formula je ostala tajna, a jedna prosječna 'čaša' "navodno" je sadržavala 8,46 mg kokaina, dok prosječna 'doza' ulične droge varira od 15 do 35 mg. Međutim, efekti lišća koke znatno su umanjeni prisustvom kofeina iz drugih biljaka.